# 加藤十六将
加藤十六将（かとうじゅうろくしょう）は、戦国大名・加藤清正家臣の精鋭16人を指す呼称。

## 該当者
- 加藤重次
- 加藤可重
- 鵤平次
- 加藤安政
- 龍造寺又八
- 庄林一心
- 貴田統治
- 吉村氏吉
- 山内甚三郎
- 九鬼広隆
- 天野助左衛門
- 木村又蔵
- 森本一久
- 斎藤利宗
- 赤星親武
- 飯田直景